# Alice de Toeni
Alice de Toeni (Flamsted, 26 aprile 1284 – 1º gennaio 1324/25) fu una ricca e nobile ereditiera inglese, poi divenuta contessa di Warwick.

## Biografia
Era figlia di Ralph VII de Toeni, Lord Toeni di Flamsted e di sua moglie Mary. Poco si conosce di sua madre, salvo il suo Paese natale, la Scozia.
Nonni paterni erano Roger V de Toeni, Lord Flamsted ed Alice de Bohun, figlia di Humphrey de Bohun, II conte di Hereford e di Matilde di Lusignano.
Fratello maggiore di Alice era Robert de Toeni, il quale succedette al padre nel 1295 ma che morì senza figli nel 1309 lasciando unica erede di tutte le ricchezze la sorella. Le proprietà dei de Toeni comprendevano immobili in Essex, Worcestershire, Wiltshire, Hertfordshire, Cambridgeshire e Marche gallesi.

## Matrimoni
Nel 1300, all'età di 16 anni, Alice sposò il primo marito Sir Thomas Leybourne, figlio di Sir William Leybourne. Dall'unione nacque una sola figlia:
- Juliana de Leybourne (1303/1304–1367), che si sposò tre volte.

Nel maggio 1307 rimase vedova e il 28 febbraio 1310 si sposò di nuovo con Guy de Beauchamp, X conte di Warwick. La coppia ebbe sette figli:
- Thomas de Beauchamp, XI conte di Warwick (14 febbraio 1313/1314 – 13 novembre 1369), che sposò Katherine Mortimer, da cui ebbe 15 figli;
- John de Beauchamp (1315 – 2 dicembre 1360), che partecipò alla battaglia di Crecy;
- Elizabeth de Beauchamp (c. 1316–1359), che sposò nel 1328, Thomas Astley, III Lord Astley;
- Maud de Beauchamp (?-1366), che sposò Geoffrey de Say, II Lord Say;
- Isabella de Beauchamp, che sposò John Clinton;
- Emma de Beauchamp, che sposò Rowland Odingsells;
- Lucia de Beauchamp, che sposò Robert de Napton.

Suo marito morì all'improvviso il 28 luglio 1315 e all'epoca circolò la voce che fosse stato avvelenato.
Un anno dopo, il 26 ottobre 1316, sposò William la Zouche de Mortimer, I Lord Zouche de Mortimer da cui ebbe due figli:
- Alan la Zouche de Mortimer (15 settembre 1317-1346), che partecipò alla Battaglia di Crécy e morì subito dopo.
- Joyce la Zouche de Mortimer (1318-?)

## Morte
Alice de Toeni morì il 1º gennaio del 1324 o del 1325. Le terre e le ricchezze dei de Toeni passarono a Thomas de Beauchamp e quindi discendenti conti di Warwick.
Lord Zouche, rimasto vedovo, si sposò di nuovo con Eleanor de Clare, vedova di Ugo Le Despenser, il giovane.